# Ralph Stieber

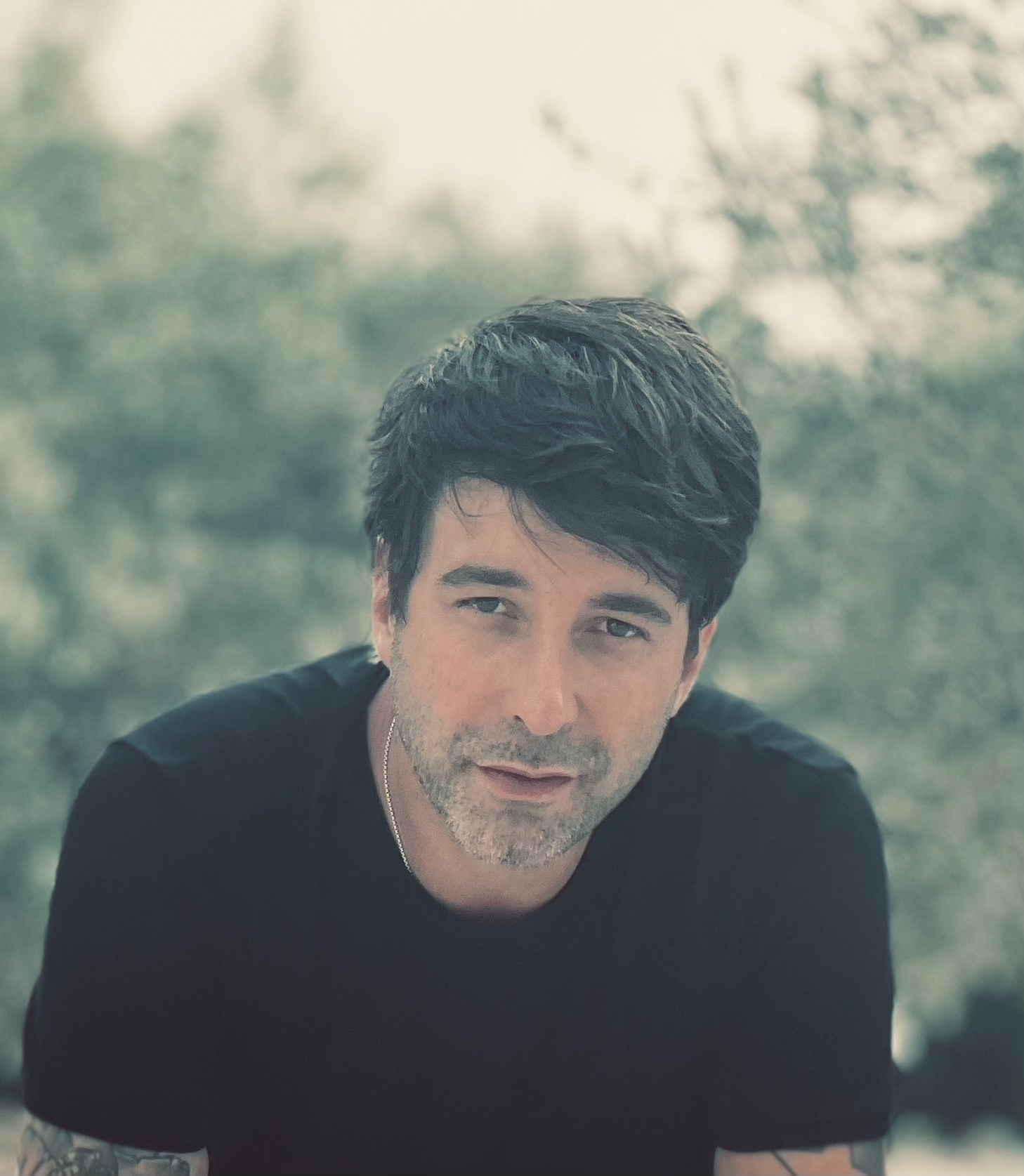
Ralph Stieber in Berlin, 2022

Ralph Michael Stieber (* 17. Dezember 1978 in Aschaffenburg) ist ein deutscher Autor, Creative Director, Spoken Word-Poet und ehemaliger Redner.

## Leben und Karriere

### Frühe Jahre
Ralph Stieber schreibt seit seinem 14. Lebensjahr, in frühen Jahren vorrangig Gedichte für Literaturzeitschriften. Auftritte folgten als Jugendlicher auf Social Beat und Poetry Slam-Veranstaltungen in Aschaffenburg, Frankfurt und Stuttgart. Nach dem Fachabitur im Jahr 1999 ging er nach Stuttgart, um dort auf der Kolping Akademie Kunst zu studieren.

### Ausbildung
Nach einem Semester brach er das Kunststudium ab und schloss sich einer Theatergruppe an, weil ein Schauspieler erkrankte und ausfiel. Kurz darauf begann Ralph Stieber sein Schauspielstudium an der Internationalen Schauspielakademie CreArte Stuttgart. Nach zwei Semestern wechselt er zur Actor's Company in Aschaffenburg.

### Bis 2009 als Schauspieler
Im Jahr 2002 folgte der erfolgreiche Abschluss des Schauspielstudiums. Stieber lebte fortan einige Jahre in Berlin. Neben ersten kleinen Rollen in Kurzfilmen hielt er sich vorerst mit Nebenjobs als Barkeeper, Pizzalieferant und Gärtner über Wasser. Später folgten Hauptrollen in Fernsehfilmen, Kino und Theater. Bis zum Jahr 2009 war Stieber als Schauspieler zu sehen.

### Werbebranche
Von 2009 bis 2010 absolvierte Ralph Stieber sein Studium an der renommierten privaten Werbefachschule Miami Ad School und erhielt den Abschluss im Bereich Copywriting & Creative Concept. Während des Studiums arbeitete er sechs Monate als Praktikant bei der Agentur Aimaq & Stolle in Berlin. Nach seinem Abschluss begann er seine Karriere als Junior Copywriter, Social Media Manager und Junior Concept Developer bei der Digital Kreativagentur Neue Digitale / Razorfish in Berlin. Es folgten weitere Stationen als Texter in Agenturen wie Scholz & Friends, HEIMAT, DDB, BBDO, Vice Media.
Eine Ausbildung zum Drehbuchautor schloss Ralph Stieber im Jahr 2014 ab, eine Ausbildung zum Autor für Film & TV an der Master School Drehbuch in Berlin folgte im gleichen Jahr.

### Seit 2015 als Freiberufler
Ralph Stieber war seit 2015 freiberuflich als Texter und Creative Director tätig und arbeitete für verschiedene Agenturen und Kunden.
Im Jahr 2018 gründete Ralph Stieber das Story Kollektiv STORY BERLIN mit Co-Founderin und Ehefrau Annika Damaschke. Der Fokus lag inhaltlich auf Storybranding & Storytelling für Marken, Unternehmen und Start-ups. Im Jahr 2022 wurde das Kollektiv aufgelöst, um sich fortan ausschließlich dem Schreiben von Büchern zu widmen und als Speaker zu etablieren.

### Buchautor
Im Jahr 2008 begann seine Karriere als Buchautor. In den Jahren 2016 und 2017 folgten Veröffentlichungen von drei Sachbüchern im Schwarzkopf & Schwarzkopf Verlag. 2021 und 2023 folgten die Veröffentlichungen zweier Fachbücher zum Thema Storybranding und Storytelling im Vahlen Verlag.
Seit 2024 widmet sich Ralph Stieber wieder verstärkt dem literarischen Schreiben mit Schwerpunkt auf Lyrik und Poesie. Am 22. November 2024 erschien sein Debüt-Gedichtband im Verlag Stadtlichter Presse, mit dem er seine Leidenschaft für die Dichtung einem breiteren Publikum vorstellt.
2025 ist er Artist in Residence im Literaturhaus Pazin, gefördert durch das Goethe-Institut Kroatien.

## Theatrografie
- 2003: Spiel's nochmal, Sam von Woody Allen am Theaterforum Kreuzberg (Regie: Claudius Klein)
- 2005: Amphitryon von Heinrich von Kleist am Burgtheatersommer Roßlau (Regie: Claudius Klein)
- 2006: Die Möwe von Anton Pawlowitsch Tschechow am Burgtheatersommer Roßlau (Regie: Claudius Klein)
- 2006: Das ist unsere Jugend von Kenneth Lonergan am Theaterforum Kreuzberg (Regie: Pablo Meneses)
- 2007: Comic Potential – ein komisches Talent von Alan Ayckbourn im Theaterlabor Bremen (Regie: Peter Kühn)
- 2007: Pterodactylus von Nicky Silver im Theaterlabor Bremen (Regie: Peter Kühn)
- 2007: Nachtasyl von Maxim Gorki im Theaterlabor Bremen (Regie: Patrick Schimanski)

Autor
- 2006 Ralph Stieber: Wie es einmal war oder fast eine Liebesgeschichte (Uraufführung Theaterlabor Bremen, Memento Theaterverlag)
- 2008 Ralph Stieber: Ein Tag und die Nacht woanders (Memento Theaterverlag)

## Filmografie

### Kino
- 2003: Der Geheimniskrämer
- 2003: Tom & Karoline
- 2003: Sick Pigs
- 2006: Nur einmal leben
- 2012: Montrak

### Fernsehserien und -reihen
- 2014: Geschichte Mitteldeutschlands - Wolfgang Vogel. Der DDR-Anwalt mit dem goldenen Mercedes

### Musikvideos
- 2014: La Confianza - Stillstand

### Synchronrolle
- Das Gute leben: Schweizer Käse (Regie: Annika Damaschke)

## Hörspiele und Hörbücher
- Tilly Timber auf Megaland für Radijojo Berlin (Regie: Bernd Dominiak)
- Waringham Saga Das Lächeln der Fortuna 2: Die Wende (Regie: Johanna Steiner)
- Waringham Saga Das Lächeln der Fortuna 3: Die Rückkehr (Regie: Johanna Steiner)

## Auszeichnungen
- 2008: ADC Germany
- 2008: Cannes Lions
- 2009: D&AD
- 2010: Saatchi & Saatchi Deutschland - New German Directors’ Showcase